# ハンガー (1983年の映画)
『ハンガー』（The Hunger）は、1983年製作の映画。トニー・スコット初監督作品でもある。公開当初は酷評を受けたが、特殊メイクや女性同士のセックスシーンなどもあいまって次第にカルト的人気を博すようになった。タイトルの「ハンガー」は、「渇望」・「飢え」の意。

## あらすじ
深夜のニューヨーク。クラブで若者を誘うミステリアスな一組の男女。女のほうはミリアム（カトリーヌ・ドヌーヴ）という名の、何世紀以上もの時を生きる吸血鬼。彼女は時代ごとに愛する人間を見つけては、その不老不死の血と永遠の美を与え伴侶にしてきた。そして彼女が18世紀に見出したのがジョン（デヴィッド・ボウイ）であり、彼女の現在の伴侶である。
瀟洒な館で美と贅の限りを尽くす2人だったが、突然、ジョンに老化の兆候が現れはじめる。彼は老化現象について研究している医師サラ（スーザン・サランドン）を訪ねるも、真剣に取り合ってもらえず、急速にその容貌は衰えてゆく。一方ミリアムも、先の見えたジョンの後釜としてサラに関心を抱き、接近する。

## キャスト
※括弧内はTBS版日本語吹替（初回放送 1989年4月6日 『木曜シネマパラダイス』。DVD収録）
- ミリアム・ブレイロック - カトリーヌ・ドヌーヴ（沢田敏子）
- ジョン・ブレイロック - デヴィッド・ボウイ（小川真司）
- サラ・ロバーツ - スーザン・サランドン（弥永和子）
- トム・ヘイヴァー - クリフ・デ・ヤング（田中秀幸）
- アリス・キャヴェンダー - ベス・エラーズ（阿部桂子）
- アレグレッツァ警部補 - ダン・ヘダヤ（鹿島信哉）
- チャーリー・ハンフリーズ - ルーファス・コリンズ（江原正士）
- フィリス - スザンヌ・バーティッシュ（達依久子）
- アーサー・ジェリネク - シェーン・リマー（宮沢元）
- TVホスト - ダグラス・ランバート（塩屋浩三）
- リリーベル - ベッシー・ラヴ（達依久子）
- 公衆電話の横の男 - ジョン・パンコウ（鹿島信哉）
- 公衆電話の横の男 - ウィレム・デフォー（塩屋浩三）

## スタッフ
- 監督：トニー・スコット
- 製作：リチャード・シェファード
- 脚本：ジェームズ・コスティガン、アイヴァン・デイヴィス、マイケル・トーマス
- 原作：ホイットリー・ストリーバー『ウルフェン』
- 音楽：デニー・ジャガー、デヴィッド・ローソン、ミシェル・ルビーニ
- 衣装：ミレーナ・カノネロ、イヴ・サン＝ローラン（ドヌーヴのみ）
- メイクアップ：アントニー・クラヴェット、ディック・スミス 他
- 撮影：スティーヴン・ゴールドブラット
- 編集：パメラ・パワー
- 配給：メトロ・ゴールドウィン・メイヤー

### 日本語版スタッフ
- 吹替翻訳：高橋京子
- 吹替演出：松川陸
- 吹替選曲：佐藤良介
- 吹替効果：石田勝美
- 吹替調整：近藤勝之
- 吹替制作担当：奥村亙
- 吹替制作：東京放送、千代田プロダクション

## 追記
- 本作品の冒頭で使用されているのは、バウハウスの「ベラ・ルゴシの死（Bela Lugoshi's Dead）」。その他バッハ、ラロ、ラヴェル、ドリーブなどクラシック音楽も多く使われている。
- 舞台はニューヨークだが、実際には主にロンドンで撮影された。
- デヴィッド・ボウイ本人曰く、急速に老いて行くジョンのかすれ声を表現するために、毎晩ジョージ・ワシントン・ブリッジに立って彼の知っているパンク・ロックの歌を絶叫したという。
- スーザン・サランドンは、カトリーヌ・ドヌーヴとのラヴシーンにおける演技の演出に自らも参加したことを、ドキュメンタリー映画『セルロイド・クローゼット』の中で明かしている。